# Hopparsekten
Hopparsekten eller ”rösterna” var en extatisk religiös rörelse som på 1840-talet uppstod i den hoofianska väckelsens spår i Västbo härad i Småland. Vid bönemötena lyssnade man på mystikens sätt efter ”den inre rösten”, varvid extatisk dans också förekom, vilket givit upphov till benämningen.
Hopparsekten uppstod i samband med den s. k. predikosjukan. Själva kallade sig medlemmarna "rösterna", då de ansåg sig vägledas av en inre röst, som talade genom föreståndarnas mun. En äldre soldathustru var länge ledare för sekten. Senare, omkring 1880, stod en bonddräng och en yngre kvinna i Ås socken i spetsen för densamma. 
Föreståndarna hade rätt att avlösa och bannlysa sektens medlemmar, vilket skedde med stort botallvar. Nattliga, hemliga sammankomster hölls, där man efter en gemensam måltid, läste i Martin Luthers och Jacob Otto Hoofs postillor, och därefter sjöng Sions sånger i ett par timmar, innan bönen vidtog. 
Föreståndaren läste långa böner, ibland understödd av de mot väggen vända, 
knäböjande åhörarna. Först kom en botbön, som avslutades med ivrigt upprepande av orden "lossa mig, ack och ve". Sedan bad man om nåd för Jesu skull, ropande "Jesu blod, Jesu blod". Till sist kom tacksägelsebönen, avslutad med orden "lov och tack". 
Nu hade man nått till ett extatiskt tillstånd, där den andliga dansen kunde börja under högljudda glädjerop "ära ske Gud, Jesu lov". Den onde anden var bortdriven. Stundtals dignade man vanmäktig ned på golvet, överväldigad av rörelse. Allt var således inriktat på att komma i extas, man ville känna sig "utom lekamen". 
Denna strävan kommer också fram i medlemmarnas s. k. andliga äktenskap. Man skulle komma till så stort herravälde över kroppen, så att alla i förtrolighet kunde umgås med varandra som syskon. Noggrann uppsikt hölls, så att inget olämpligt skedde, och den inbördes tukten var i allmänhet sträng. Hopparna ålade sig i sitt uppförande f. ö. största redbarhet och enkelhet. 
Sekten bibehöll ortens äldre klädedräkt, men använde endast mörka färger. Inga prydnadssaker fick förekomma, och i hemmen var tapeter på väggarna samt alla målade eller polerade saker bannlysta. Ofta gick hopparna i kyrkan och till skrift, men hörde helst stränga lagpredikanter. 
De senare ledarna moderniserade till det yttre sekten och uteslöt flera av dem, som tillhörde den äldre, strängare riktningen. Eftersom hopparna aldrig strävat efter att värva nya medlemmar, avtog sektens medlemsantal och rörelsen, mot vars överdrifter hoofianerna reagerade, förlorade snart all betydelse.